# 濮阳东站
濮阳东站位于中华人民共和国河南省濮阳市华龙区，是济郑高速铁路上的一座车站，2022年6月20日随济郑高速铁路濮郑段开通而投入使用，是中国铁路郑州局集团安阳综合段下辖的一等站。
预测濮阳东站全年旅客发送量近远期分别为625万人和840万人，旅客最高聚集人数2000人，高峰小时旅客发送量近期、远期分别为2055人和2647人。

## 车站结构

### 站房
濮阳东站的设计呈现“中华龙都，巨龙腾飞”的建筑意象，充分体现了龙都的龙文化；高铁站房的造型寓意着“飞龙在天”，西广场的龙泉展现的是“潜龙在渊”。车站外立面成双曲流线型，采用铝镁锰屋面+装饰铝单板双层屋面构造，使整体造型舒展美观；站房屋面全部采用光储直柔新能源技术，体现生态设计理念。龙形的高铁站房，圆形的五龙图标，以及龙灯、龙泉、龙珠湖等一系列附属设施，体现出的龙文化、黄河文化、红色文化、石油文化，充分彰显了濮阳文化特色。
濮阳东站候车大厅为两层，旅客可从一、二层候车厅的每个检票口到达站台层。出站层（负一层）设置了快速出站口，在这里可以无缝换乘公交车等公共交通工具。站房高架平台两侧空间设有大巴车和公交车枢纽，利用两侧架空屋面下方空间供旅客候车及乘降。车站站房面积2.6万平方米，总投资4.7亿元。

### 站场
濮阳东站规模为3台7线，设到发线7条（含正线2条），有效长度650m；设450.0×15.0×1.25m基本站台1座和450.0×12.0×1.25m岛式中间站台2座，8m宽旅客地道2座，综合维修车间1处，存车线北侧预留高铁快运设施1处。车站郑济场南端咽喉预留京九客专联络线引入条件。

## 车站周边
- 世纪华联惠民超市
- 濮阳公交营运二分公司
- 濮阳市鑫澳混凝土有限公司
- 新宇驾校
- 胡家寨村、西刘贯寨村
- 濮阳市华龙区实验幼儿园
- 昌湖小学
- 濮阳德康医院